# Филип Хенч
Филип Шоуолтър Хенч (на английски: Philip Showalter Hench) е американски лекар. Хенч, заедно със своя колега от клиниката „Майо“ Едуард Калвин Кендъл и швейцарския химик Тадеуш Райхщайн е удостоен с Нобелова награда за физиология или медицина през 1950 г. за откриването на хормона кортизон и приложението му за лечение на ревматоиден артрит. Нобеловият комитет присъжда наградата за „откритията на триото, свързани с хормоните на надбъбречната кора, тяхната структура и биологични ефекти“.

## Биография
Хенч получава бакалавърското си образование в колежа „Лафайет“ в Истън, Пенсилвания и получава медицинското си обучение в медицинския корпус на армията на Съединените щати и университета в Питсбърг. През 1928 и 1929 г. Хенч продължава образованието си във Фрайбургския университет и клиниката на фон Мюлер в Мюнхен.
Започва работа в клиниката „Майо“ през 1923 г., по-късно заема длъжността ръководител на отделението по ревматология. В допълнение към Нобеловата награда, Хенч получава много други награди и отличия през цялата си кариера. През целия си живот проявява интерес и към историята и откриването на жълтата треска.
Хенч се жени за Мери Калер (1905 – 1982) през 1927 г. Неговият тъст, Джон Хенри Калер, е приятел на Уилям Майо, основателя на клиника „Майо“. Хенч и съпругата му имат четири деца, две дъщери и двама сина. Неговият син Филип Калер Хенч също учи ревматология. Хенч умира от пневмония по време на почивка в Очо Риос, Ямайка през 1965 г.